# 滑车神经
滑车神经（英語：Trochlear nerve）是第4对脑神经，编号Ⅳ。
滑车神经为运动性神经，起于中脑下丘平面对侧滑车神经核，自中脑背侧下丘方出脑；自脑发出后，绕过大脑脚外侧前行，穿经海绵窦外侧壁向前，经眶上裂入眶，越过上直肌和上睑提肌向前内侧行，进入并支配上斜肌。
滑车神经是脑神经中最细的神经。